# Tiechang (socken i Kina, Yunnan)
Tiechang är en socken i Kina. Den ligger i provinsen Yunnan, i den sydvästra delen av landet, omkring 250 kilometer norr om provinshuvudstaden Kunming. Antalet invånare är 27 914. Befolkningen består av 13 470 kvinnor och 14 444 män. Barn under 15 år utgör 22,0 %, vuxna 15-64 år 68 %, och äldre över 65 år 9,0 %.
Genomsnittlig årsnederbörd är 1 022 millimeter. Den regnigaste månaden är juli, med i genomsnitt 230 mm nederbörd, och den torraste är december, med 5 mm nederbörd.